# Huntik
Huntik: Secrets & Seekers (conhecido apenas como Huntik no Brasil e em Portugal) é um desenho animado italiano de 2009 criado por Iginio Straffi (o mesmo de O Clube das Winx). É produzido pela Rainbow S.p.A e é co-produzido pela Big Bocca Productions.
A história é baseada em viagens à volta do mundo, onde, seguidores, pessoas capazes de invocar titãs (criaturas lendárias), procuram diversos artefactos antigos. O objetivo é estabelecer laços entre os titãs e os seguidores.
Em Portugal o desenho foi exibido no Canal Panda e no Panda Biggs em 2009, mas no Brasil ele nunca foi exibido, apesar dele já ter sido adquirido pela Rede Record ainda em 2009.

## Sinopse
A história começa quando Lok conhece Sophie Casterwill na escola. Ele, junto à Sophie, encontra o antigo diário do seu pai e um amuleto, com o qual ele estabelece uma ligação. Porém, eles logo descobrem que a Organização está atrás do diário de Eathon, pai de Lok. Eles conhecem Dante Vale, que ajuda Lok e Sophie a tornar-se bons seguidores, junto de Zhalia Moon. A principal missão dos seguidores é encontrar o desaparecido Eathon e descobrir os segredos por de traz da família Casterwill), pai de Lok. Mas a sua missão não é fácil pois seus inimigos a organização o professor e a espiral de sangue vão dificulta los.

## Personagens Principais
Lok Lambert - Jovem aventureiro, filho de seguidores de elite: Sandra e Eathon, além de ser irmão de Cathy. O seu passatempo preferido é fazer puzzles e resolver enigmas. Ganhou este hábito devido ao gosto do seu pai por jogos de mistério. Entra no mundo de seguidores quando descobre o amuleto de Eathon, seu pai.
Sophie Casterwill - É a última herdeira da família Casterwill e a melhor amiga de Lok. É uma seguidora detentora de grandes poderes que pertenceram à sua família. 
Dante Vale - É o número um da Fundação Huntik. É um grande detetive e representa um irmão para Lok. Tem uma vasta coleção de titãs poderosos que usa com grande perícia. Está apaixonado por Zhalia e no final ficam juntos
Zhalia Moon - Antiga agente dupla da Organização, é sarcástica e diz tudo o que pensa. Era a protegida do cientista Klaus, também membro da Organização. Com o tempo, ela cria verdadeiras amizades com os seguidores, levando-a a trocar a Organização pela Fundação Huntik. Apaixonou-se por Dante.
O Professor - O seu verdadeiro nome é Simon Judeau. Era o melhor amigo de Metz, líder da Fundação Huntik, e de Eathon, aventureiro pai de Lok. Fundou a Organização do dia para a noite, uma vez que queria obter o Antigo Amuleto da Vontade, para atingir a Imortalidade.
Sandra Lambert-Seguidora de elite da fundação huntik, mãe de lock e esposa de Eathon.
DeFoe - É um dos elementos mais poderosos da Organização e possui um ódio obsessivo a Dante Vale.
Rassimov - É um terrível seguidor que se juntou à Organização. Tal como o Professor, possui vários poderes e uma grande variedade de Titãs.
Klaus - Pai adoptivo de Zhalia. É um cientista que usa as suas descobertas para tentar interromper o avanço da Fundação Huntik.
Os Fatos - São agentes da Organização, que lutam contra a Fundação, liderados por membros superiores da Organização.
Metz - Grande amigO queo de Dante Vale que ajuda ele à descobrir a verdade atrás da Organizacão.
Eathon Lambert - Pai de Lok que desapareceu quando ele ainda era criança. Ele, Metz, e Simon Judeau (O Professor) eram uma equipe de aventureiros que buscavam amuletos, até a repentina doença do Professor e de Metz.
Nimué- Nimué era uma mulher extremamente gentil e sábia e se orgulhava do seu dever, para com a sua família, finalmente desistindo da sua vida para garantir a sua sobrevivência. Ela apoiou Sophie incondicionalmente e firmemente acreditou nela, mesmo na sua hora de morrer. 

## Titãs
Lok - Baseilard, Dendras, Freelancer (dado ao Den), Hoplita, Ironsquire, Kipperin, Lindorm, Medusa, Pendragon, Quetzoalcoatl, Raijin Relâmpago, Springer, Tao (regressou a Huntik, o mundo dos titãs, no episódio 26);
Sophie Casterwill - Albion, Enfluxion, Feyone, Hoplita, Icarus, Kelpie, Phoenix , Sabriel (no episódio 26, Sophie perde Sabriel, mas ao hiper-ligar-se no episódio 29), Sorcerel; 
Dante Vale - Archwarder (perdeu-se, na Biblioteca de Klaus, num dos primeiros confrontos com a Espiral de Sangue, no episódio 32), Ariel, Behemoth(regressou a Huntik, o mundo dos titãs, no episódio 26), Caliban, Freelancer, Hoplita,Tolivane(dado a Montehue), Ignatius, Melstrong, Metagolem, Red Searcher, Solwing, Umbra;
Zhalia Moon - Gareon, Gar-ghoul, Hoplite, Janusea Guardiã do Portal, Kilthane, King Basilisk, Strix;
Den Fears - Arqueiro Maldito, Dullahan, Freelancer (oferecido por Lok Lambert), Kaioh O Batedor (oferecido por Teeg), Vigilante;
Eathon - Kipperin,Baseilard, Dendras, Jirwolf;
Sandra - Lunar, Solar;
Metz - Ariel;
Le Blanche - Albion, Sentinel;
Santiago - Kunoichi, Shinobi;
Lucas Casterwill- Feyone, Templar;
Lane- Druida Selvagem
Nimué- Coralgolem, Undine
Vivian Casterwill- Mythras (dado por Sophie Casterwill)
Montehue -  Fenris, Tolivane;
Hyppolita Rainha da Floresta Diana, Solwing;
Rainha de Sabá - Ashtoreth the Colossus, Chemosh the Colossus, Milcom the Colossus;
Tersly - Red Searcher, Venadek;
Lancelot - Cavalier;
Scarlet Byrne - Firbolg, Gybolg;
Guggenheim - Bulregard;
Mermen - Caliban Guerreiro do Oceano, Coralgolem;
Jason of the Argonauts - Hoplitas, Medea;
Guardiães - Ice Creature, Ymir;
Rassimov- Amimit Heart-Eart, Anubian, Archwarder (dado a Dante), Escaravelho Negro 4x, Escaravelho de Ouro, Faraó Negro, Kopesh, Legião, Sekhmet, Thorment, Void;
Shauna - Ash, Dervish, Rainha Lilith
Vento- Shakrit;
Wilder- Kagami do Espelho Divino, Gigadrone, Grande Fachar, Incubane;
Organização - , Ammit Heart-Eater, Anubian ,Araknos, Bonelasher, Black and Gold Scarabese, Breaker, Brahe, Dark Pharaoh, Dominator, Enforcer, Gar-ghoul, Goblin Brownie, Impet, Jokoul, Kopesh, Kreutalk, Megataur, Mindrone, Nighlurker, Nordrake, Overlos, Redcap, Sekhmet, Strix, Terrapede, Thorment, Trapfeaster;
A Espiral de Sangue - Antediluviano, Anubian, Archwarder (roubado por Rassimov a Dante Vale, através de um feitiço de Vazio Negro), Arqueiro Maldito (de Den Fears), Ash, Balenpyre, Bazela (Colmeia - Colmeia Bazela), Bazela (Inseto - Inseto Bazela), Black Scarabese, Cerberus, Dark Pharaoh, Demigorgan, Dervish, Dullahan (de Den Fears), Efreet King, Gareon (da espia Zhalia), Gold Scarabese, Harlekin, Hellynx, Hitokiri, Janusea Guardiã do Portal (da espia Zhalia), Jericó, King Basilisk (da espia Zhalia), Kopesh, Kulit Sombra, Legião, Rainha Lilith, Marauder, Nighlurker, Psikofen, Rocha da Meia-Noite, Sekhmet, Strix (da espia Zhalia), Thornment, Vulcana.